# زاوية أم الرخم
زاوية أم الرخم («بيت أم النسور») موقع أثري يقع على الساحل الشمالي لمصر 20 كم غرب مرسى مطروح، وحوالي 300 كم إلى الغرب من الإسكندرية.

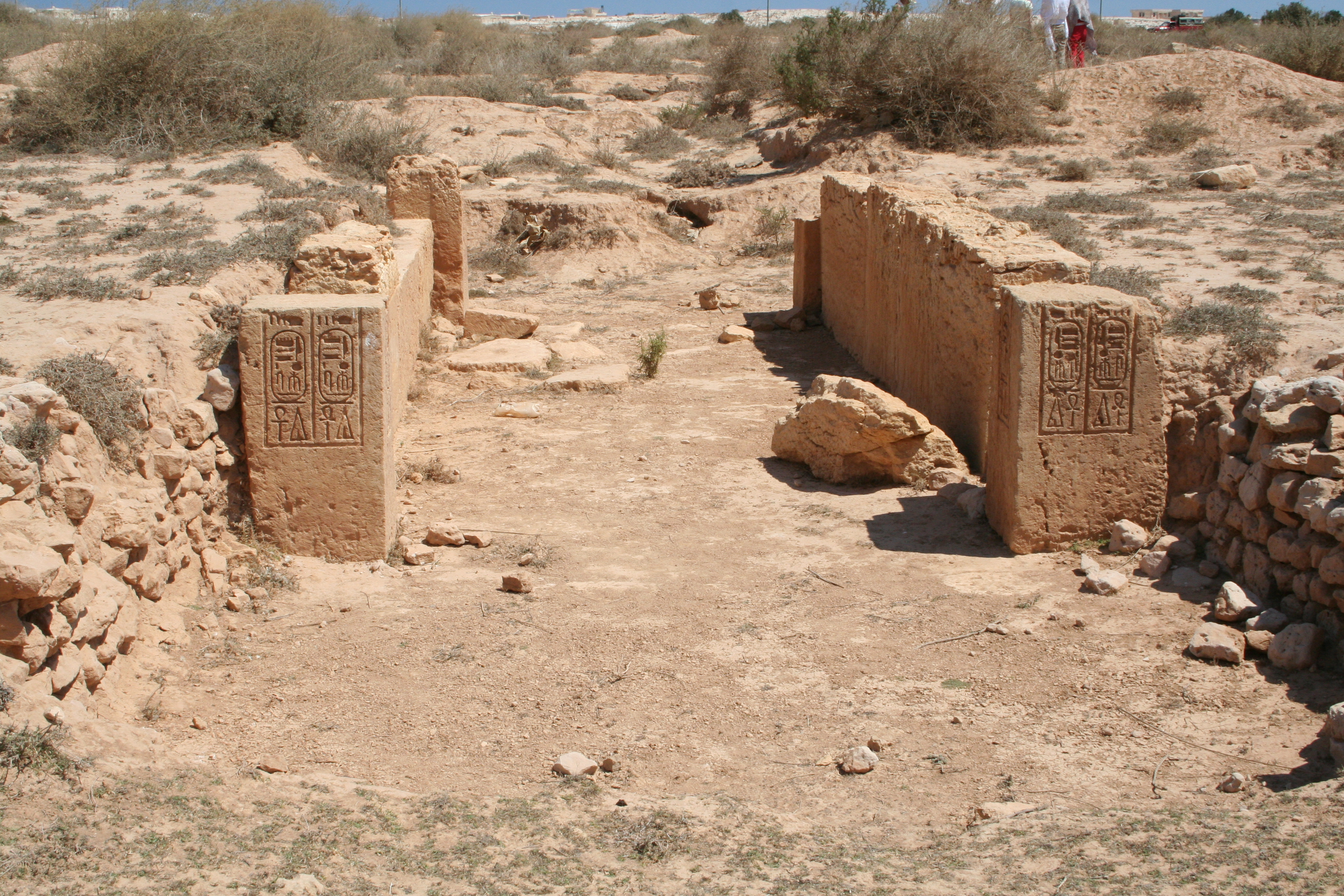
مدخل بوابة قلعة الرعامسة

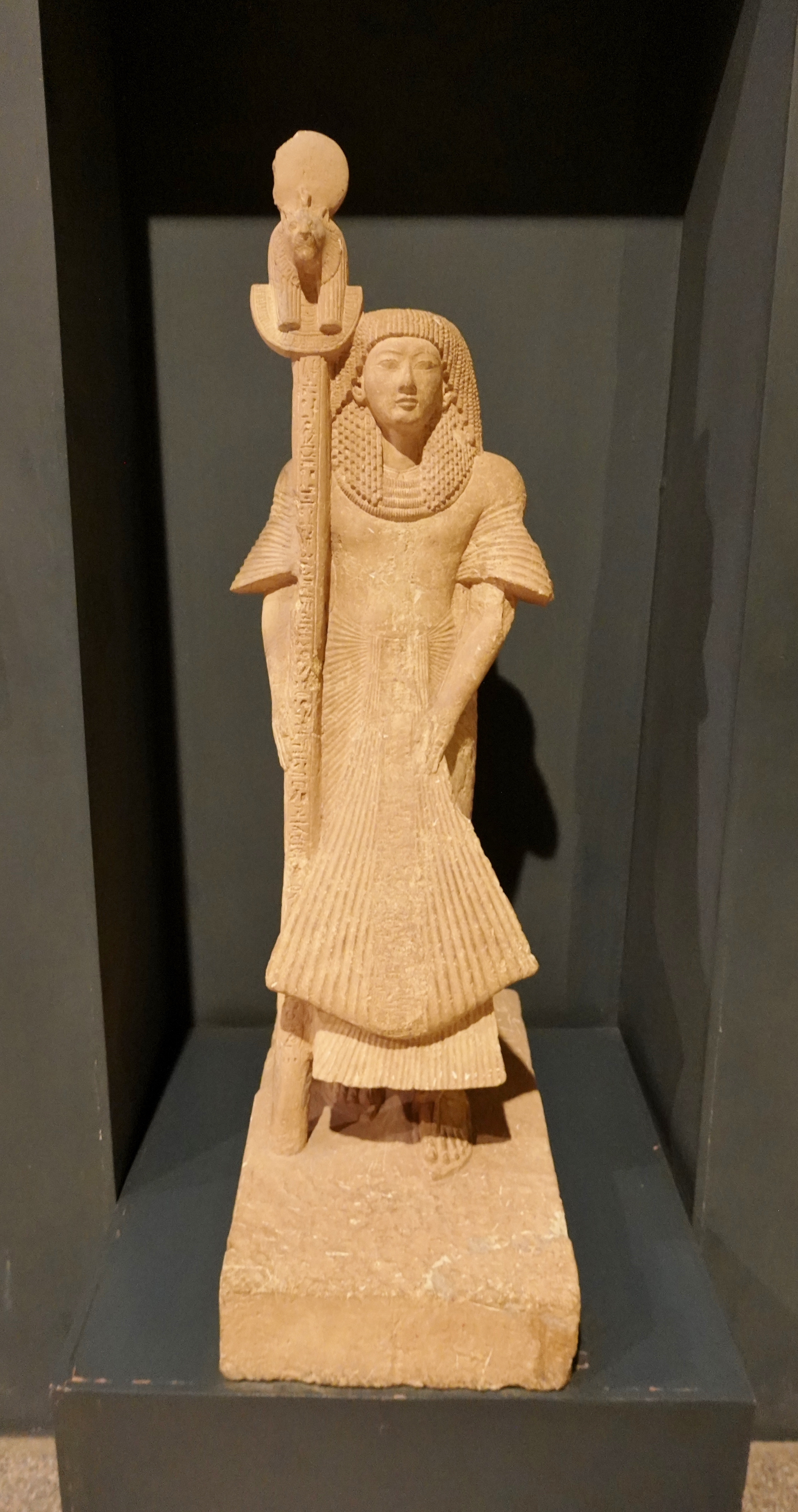
تمثال نبرا، قائد حصن حدودي ضد ليبيا في زمن الملك رمسيس الثاني (الحجر الرملي، الأسرة التاسعة عشر)، عثر عليه في الزاوية أم الرخم (مرسى مطروح)، معروض في متحف الأقصر، مصر

في عهد الملك المصري رمسيس الثاني، كانت موقع قلعة-بلدة رئيسية، تم اكتشافها في عام 1948 وفي السنوات اللاحقة تم فحصها بشكل متقطع من قبل آلان رو ولبيب حبشى. منذ 1994 تم إجراء حفريات واسعة في الموقع من قبل فريق من جامعة ليفربول تحت إشراف ستيفن سناب.

## التاريخ والمباني
تشتهر زاوية أم الرخم بتوطنها المصري القديم. أهم مبنى هو حصن من عصر الرعامسة (الإمبراطورية المصرية، الأسرتان التاسعة عشر والعشرون). عُرفت منذ عام 1946 وفحصت بشكل متقطع في السنوات التالية من قبل آلان رو ولبيب حبشى، وأجريت أعمال تنقيب واسعة النطاق بين عامي 1994 و 2001 في جامعة ليفربول تحت إشراف ستيفن سناب.

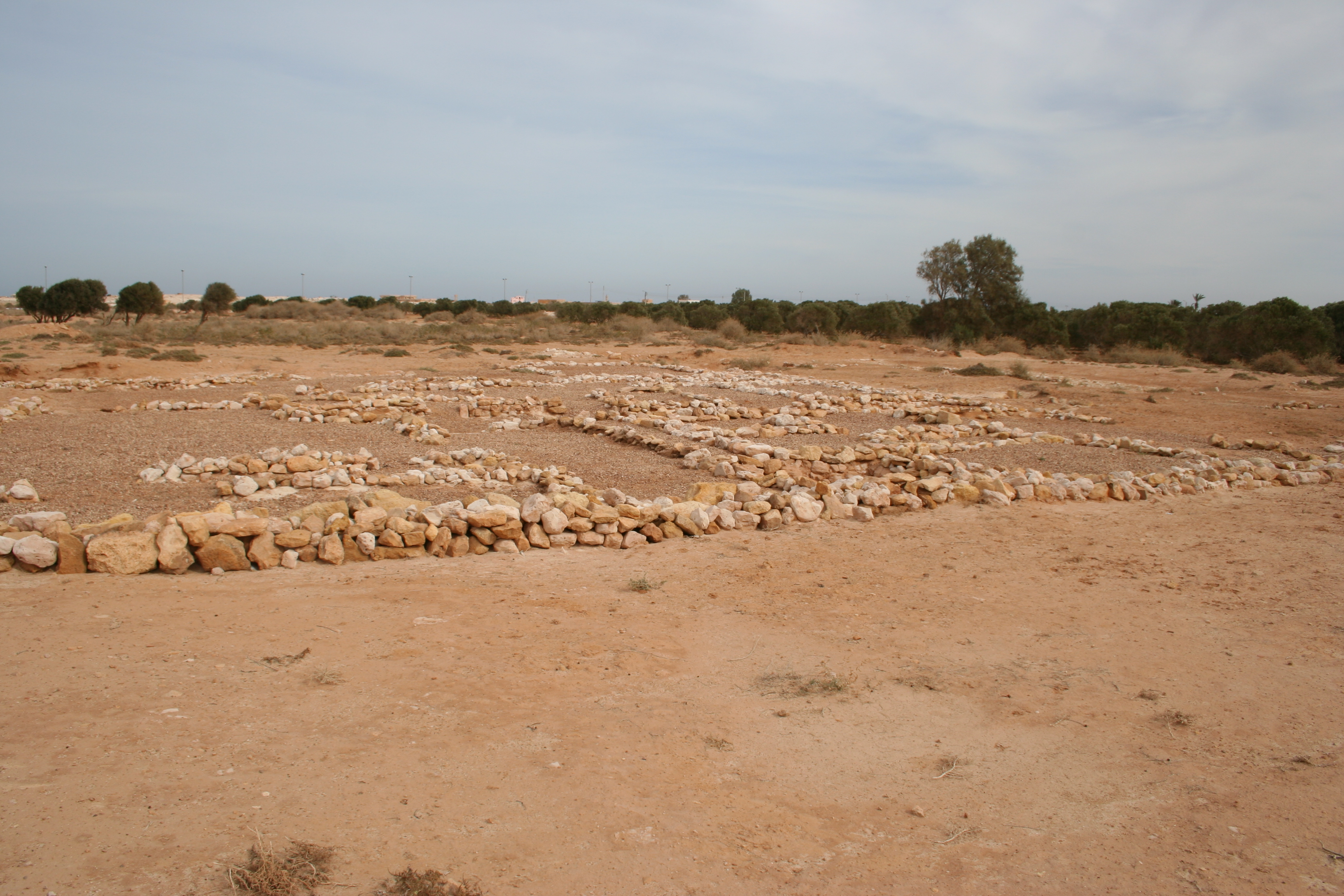
منظر لجناح المطبخ في قلعة الرعامسة

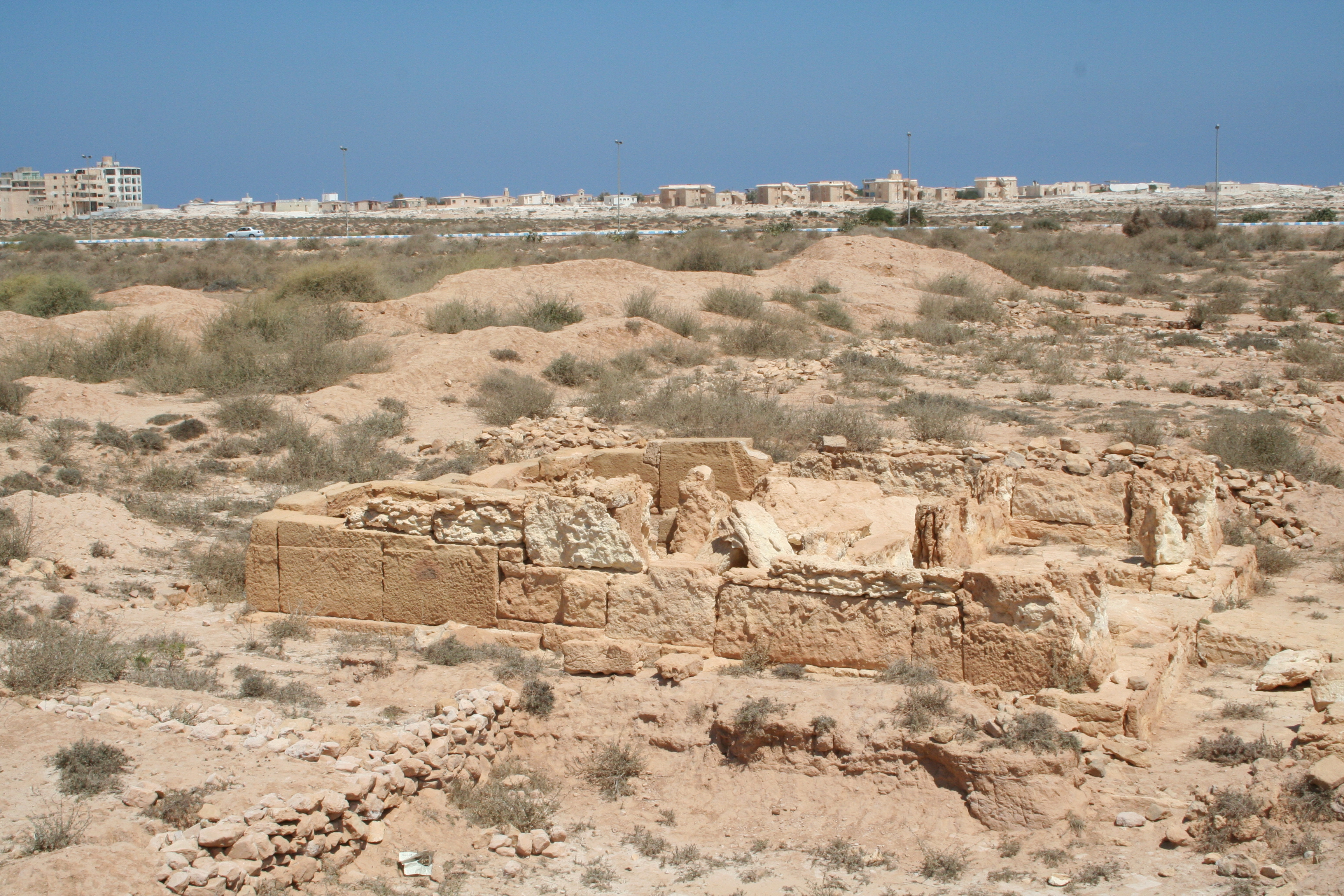
المعبد

المنشأة المكشوفة عبارة عن منطقة محصنة تبلغ مساحتها 140 مترًا مربعًا بها عدد كبير من المساحات المختلفة في الداخل والتي يمكن تمييزها وظيفيًا. يمكن الكشف عن معبد والعديد من المصليات والمجلات وتحديدها. في الجنوب الشرقي، كان من الممكن الكشف عن المباني التي يمكن معالجتها على الأرجح على أنها مباني مزرعة. ستجد هنا إشارات إلى المطابخ ومعالجة الحبوب من طحن الحبوب إلى خبز الخبز، ولكن أيضًا إلى معالجة الكتان.
تم حفر ما مجموعه ثلاث آبار في هذه المنطقة الاقتصادية.
وجد آبار دفعت إلى الحجر الجيري. بسبب الظروف الهيدروجيولوجية، لا يزال عمق الآبار التي تحمل المياه اليوم يزيد قليلاً عن 3 أمتار. لا تزال جودة المياه جيدة حتى يومنا هذا، لذلك كان فريق التنقيب قادرًا على تذوق الماء.
تشتهر زاوية أم الرخم بتوطنها المصري القديم. أهم مبنى هو حصن من عصر الرعامسة (المملكة المصرية الحديثة، الأسرتان التاسعة عشر والعشرون). عُرفت منذ عام 1946 وفحصت بشكل متقطع في السنوات التالية من قبل آلان رو ولبيب حبشى، وأجريت أعمال تنقيب واسعة النطاق بين عامي 1994 و 2001 في جامعة ليفربول تحت إشراف ستيفن سناب.
المنشأة المكشوفة عبارة عن منطقة محصنة تبلغ مساحتها 140 مترًا مربعًا بها عدد كبير من المساحات المختلفة في الداخل والتي يمكن تمييزها وظيفيًا. يمكن الكشف عن معبد والعديد من المصليات والمجلات وتحديدها. في الجنوب الشرقي، كان من الممكن الكشف عن المباني التي يمكن معالجتها على الأرجح على أنها مباني مزرعة. ستجد هنا إشارات إلى المطابخ ومعالجة الحبوب من طحن الحبوب إلى خبز الخبز، ولكن أيضًا إلى معالجة الكتان.
تم حفر ما مجموعه ثلاث آبار في هذه المنطقة الاقتصادية.
وجد آبار دفعت إلى الحجر الجيري. بسبب الظروف الهيدروجيولوجية، لا يزال عمق الآبار التي تحمل المياه اليوم يزيد قليلاً عن 3 أمتار. لا تزال جودة المياه جيدة حتى يومنا هذا، لذلك كان فريق التنقيب قادرًا على تذوق الماء.